# Éboli
Éboli (Eboli en italiano) es una ciudad italiana de 38.652 habitantes de la provincia de Salerno.
Éboli se encuentra en la región de Campania, provincia de Salerno o Principado Citerior, Italia. Situada al suroeste de Campania, en una colina que domina la orilla derecha del Sele. Hay un viejo castillo desde el cual se abarca el magnífico panorama de Salerno y de las ruinas de Paestum. Se halla situada cerca de la antigua Eburum del país de los picentinos.
Fue otorgado como principado por el rey don Felipe II de España a Ruy Gómez de Silva, que casó con doña Ana de Mendoza y de la Cerda, conocida desde entonces como Princesa de Éboli.

## Demografía
| Gráfica de evolución demográfica de Éboli entre 1861 y 2001 |
|                                                             |
| Fuente ISTAT - elaboración gráfica de Wikipedia             |